# 新潟スバル自動車
新潟スバル自動車（にいがたすばるじどうしゃ）は、新潟県新潟市に本社を置く自動車ディーラーである。スバルの新車・中古車および自動車関連商品の販売・メンテナンスのほか、損害保険の代理店としても営業している。

## 概要
1958年（昭和33年）10月16日、設立。

## 店舗
- 本社&黒埼店（新潟市西区山田2307）
- 新潟海老ヶ瀬店（新潟市東区大形本町5丁目18-18）
- 新潟昭和橋店（新潟市中央区幸西2丁目4-12）
- 亀田店（新潟市江南区東早通2丁目2-6）
- G-PARK亀田・Ucar展示場（新潟市江南区下早通柳田2丁目2-1）
- 新発田店（新発田市富塚1359）
- カースポット新発田（新発田市新栄町3丁目3-22）
- 佐渡佐和田店（佐渡市東大通871）
- 三条店（三条市直江町1丁目11-43）
- 長岡店（長岡市三和1丁目7-5）
- 中越部品センター（長岡市下々条1丁目478-1）
- カースポット長岡（長岡市下条町字野々入807）
- 六日町店（南魚沼市美佐島169）
- 上越藤巻店&カースポット上越（上越市藤巻9-15）